# Mars 1903

## Événements
- Richard Pearse prétend avoir volé dès le mois de mars sur environ 50 mètres dans un plus lourd que l'air de sa construction. L'expérience aurait eu lieu à la ferme « Upper Waitohi », près de Timaru au sud de Canterbury (Nouvelle-Zélande).

- 1er mars : José Batlle y Ordóñez (Batllismo, 1856-1929) devient président de l’Uruguay (1903-1907 et 1911-1916). Il consolide la démocratie et doit faire face à une révolte armée du Parti national (Parti Blanco) et mettre fin aux divisions internes de son propre parti (Parti Colorado).

- 3 mars : en Turquie, premier club de sport turc Besiktas JK.

- 11 mars (Royaume-Uni) : première victoire d’un candidat travailliste, William Crooks, à l’élection partielle de Woolwich.

- 20 mars : Henri Matisse, André Derain et Maurice de Vlaminck exposent leurs toiles au Salon des indépendants, à Paris.

- 22 mars : le gouvernement cubain abandonne l'entrée de la baie de Guantánamo aux Américains qui y installent une base militaire.

- 26 mars[1] : le docteur Oswaldo Cruz devient directeur de la santé publique au Brésil. Assainissement de Rio de Janeiro par son action (1903-1906).

- 28 mars : combat de Ksar el Azoudj en Algérie.

- 29 mars : liaison TSF entre Londres et New York.

- 30 mars : intervention américaine en République dominicaine (également et 1904, 1905, 1912, 1916-1924).

## Naissances
- 16 mars :Emil-Edwin Reinert, réalisateur et scénariste français († 17 octobre 1953).
- 19 mars : Henri Guillemin, historien, conférencier et polémiste français († 4 mai 1992).
- 23 mars : Elena Caffarena, avocate et féministe chilienne († 19 juillet 2003).
- 27 mars : François Gardier, coureur cycliste belge († 15 février 1971).

## Décès
- 2 mars : Gustav Radde, explorateur et naturaliste allemand (° 27 novembre 1831)
- 14 mars : Johan Hendrik Weissenbruch, peintre néerlandais (° 30 novembre 1824).
- 29 mars : Charles Lovy, militaire français, tué au combat de Ksar el Azoudj (° 5 juin 1880).